# Міжнародна асоціація жіночих музеїв

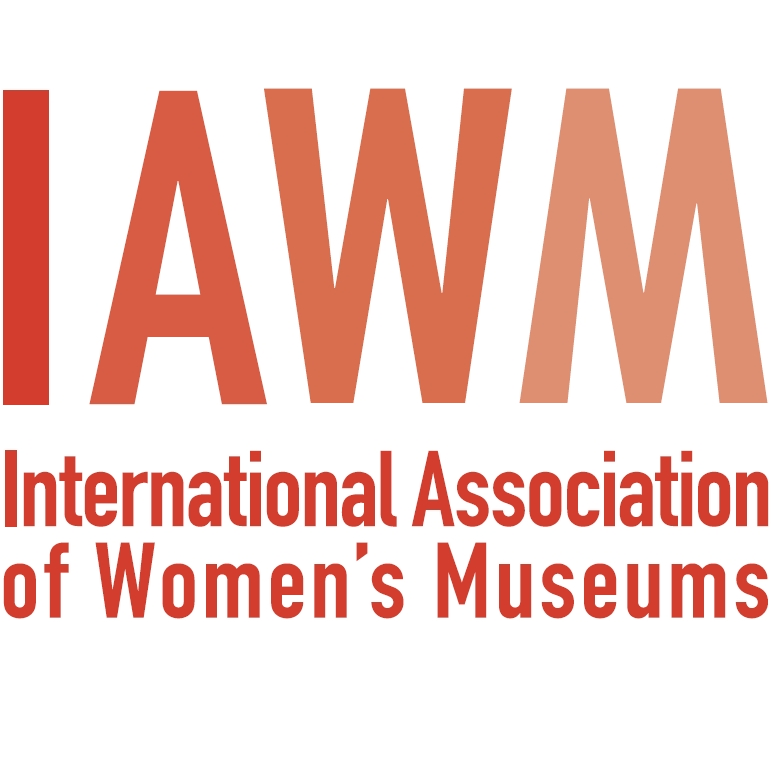
Міжнародна асоціація жіночих музеїв

Міжнародна асоціація жіночих музеїв (англ. International Association of Women's Museums, IAWM) — організація з офісом-засновником у Бонні (Німеччина) та адміністративним офісом у Мерано (Італія). Мережу було засновано у 2008 р. у Мерано та перетворено в асоціацію у 2012 р. під час 4-го Міжнародного конгресу жіночих музеїв, що проходив в Аліс-Спрингс (Австралія). Метою її діяльності є встановлення та укріплення зв'язків між жіночими музеями по всьому світу та адвокація їхніх інтересів.
Асоціація очолюється 6 членкинями правління з різних континентів. У цей час (з 2014 р.) головує Мона Холм з Норвегії, а координує діяльність мережі Астрід Шьонвегер з Італії.

## Цілі
Цілями діяльності асоціації є посилення видимості та просування жіночих музеїв, їхня кооперація та взаємопідтримка, досягнення міжнародного визнання у світі музеїв. А також підтримка діяльності жіночих та гендерних музеїв на захист прав жінок та просування у суспільстві ідей гендерної рівності та демократії.
Асоціація працює як мережа, що об'єднує жіночі музеї та ініціативи. Вона постійно здійснює моніторинг діяльності жіночих музеїв та ініціатив у світі та висвітлює її на власному сайті [Архівовано 10 жовтня 2017 у Wayback Machine.].

## Діяльність асоціації
Для досягнення цілей асоціація:
- налагоджує он-лайн комунікацію, використовуючи інформаційні ресурси [Архівовано 10 жовтня 2017 у Wayback Machine.], соціальну мережу Facebook [Архівовано 27 вересня 2019 у Wayback Machine.];
- забезпечує інформаційний супровід власної активності, діяльності різноманітних жіночих музеїв по всьому світу, а також різноманітних напрямів з гендерної тематики;
- бере участь в організації міжнародних конгресів спільно із приймаючими музеями;
- забезпечує зв'язок жіночих музеїв для кооперації, взаємодії та спільних проектів на кшталт проекту Європейського Союзу She Culture [Архівовано 4 травня 2016 у Wayback Machine.];
- забезпечує пошук можливостей для розширення та укріплення мережі.

## Історія жіночих музеїв
Сьогодні жіночі музеї існують на кожному континенті. Всі вони є незалежними один від одного. Жіночі музеї у США та Європі мають власну історію народження в часи другої хвилі фемінізму та власне бачення історії як історії гендеру. Музеї на всіх континентах додають власні цеглинки у розвиток сучасного фемінізму. Вони прагнуть відкрити невідому та невидиму жіночу історію, культуру та мистецтво широким колам публіки.
Жіночі музеї дійсно є дуже важливими для освіти жінок, посилення та розширення їхніх можливостей. Вони сприяють навчанню жінок, розкриттю їхнього потенціалу для незалежних дій, а також розробляють інструменти для подолання дискримінації.

## Історія асоціації
Асоціація міжнародних музеїв (IAWM) утворилася з мережі жіночих музеїв, що було створено у 2008 р. у Мерано, Італія. Жіночий музей Мерано та Жіночий музей Сенегалу зорганізували перший конгрес, який зібрав 25 представниць жіночих музеїв з п'яти континентів. Лауреатку Нобелівської премії 2003 р. Ширін Ебаді (Іран) було запрошено на роль хрещеної мережі. Вона сказала: «Жінки — це ті, хто пише історію світу! У кожній країні має бути жіночий музей». Ці слова стали девізом діяльності мережі.
У 2012 році, під час Міжнародного конгресу жіночих музеїв в Аліс-Спрингс (Австралія) було створено Міжнародну асоціацію жіночих музеїв (IAWM).
З того часу міжнародні конгреси жіночих музеїв відбуваються кожні чотири роки, а між ними — континентальні конгреси.

## Конференції Міжнародної асоціації жіночих музеїв
Червень 2008 р. 1-й Міжнародний конгрес жіночих музеїв у Мерано, Італія
Липень 2009 2-й Міжнародний конгрес у Бонні, Німеччина
Травень 2010 3-й Міжнародний конгрес у Буенос-Айресі, Аргентина
Жовтень 2011: 1-й Європейський конгрес у Берліні, Німеччина
Травень 2012: 4-й Міжнародний конгрес в Аліс-Спрингс, Австралія
Жовтень 2013: 2-й Європейський конгрес у Берліні, Німеччина
Листопад 2014: 3-й Європейський конгрес у Бонні, Німеччина
Листопад 2016: 5-й Міжнародний конгрес, Мехіко, Мексика
Конференції, що плануються:
2018: 4-й Європейський та 1-й Євроазійський конгрес, Стамбул, Туреччина
2020: 6-й Міжнародний конгрес, Хітісау, Австрія

## Жіночі музеї
- Жіночий музей у Хітісау, Австрія [Архівовано 19 жовтня 2020 у Wayback Machine.]
- Жіночий музей в Орхусі, Данія [Архівовано 7 червня 2016 у Wayback Machine.]
- Жіночий музей у Бонні, Німеччина [Архівовано 3 червня 2016 у Wayback Machine.]
- Жіночий музей у Мерано, Італія
- Жіночий музей Генрієтти-Батілі в Горі, Сенегал [Архівовано 22 квітня 2016 у Wayback Machine.]
- Жіночий музей у Стамбулі, Туреччина [Архівовано 17 квітня 2016 у Wayback Machine.]
- Жіночий музей Далласа, США
- Жіночий музей Армії США у Форті Лі, США
- Міжнародний жіночий музей в Сан-Франциско, США [Архівовано 14 червня 2016 у Wayback Machine.]
- Національний музей жінок у мистецтві у Вашингтоні, США [Архівовано 15 квітня 1997 у Wayback Machine.]
- В'єтнамський жіночий музей у Ханої, В'єтнам
- Музей жіночої та гендерної історії у Харкові, Україна
- Більше музеїв: Список жіночих музеїв